# Добровеличківська селищна рада
Добровеличківська се́лищна ра́да — адміністративно-територіальна одиниця та орган місцевого самоврядування в Добровеличківському районі Кіровоградської області. Адміністративний центр — селище міського типу Добровеличківка.

## Загальні відомості
- Населення ради: 7482 особи (станом на 2001 рік)

## Населені пункти
Селищній раді підпорядковані населені пункти:
- смт. Добровеличківка
- с. Варваро-Олександрівка
- с. Василівка
- с. Дружелюбівка
- с. Мар'ївка
- с. Олександро-Завадське
- с. Скопіївка
- с. Шевченка
- с. Юр'ївка

## Склад ради
Рада складається з 30 депутатів та голови.
- Голова ради: Погрібніченко Ірина Іванівна
- Секретар ради: Горбатюк Алла Анатоліївна

### Керівний склад попередніх скликань
| Прізвище, ім'я, по батькові  | Основні відомості                                                        | Дата обрання | Дата звільнення |
| ---------------------------- | ------------------------------------------------------------------------ | ------------ | --------------- |
| Тущенко Анатолій Леонідович  | Селищний голова, 1952 року народження, освіта вища, член Партії регіонів | 26.03.2006   | 31.10.2010      |
| Тущенко Анатолій Леонідович  | Селищний голова, 1952 року народження, освіта вища, член Партії регіонів | 31.10.2010   | 25.10.2015      |
| Погрібніченко Ірина Іванівна | Селищний голова, 1963 року народження, освіта вища, безпартійна          | 25.10.2015   | 28.12.2019      |
| Погрібніченко Ірина Іванівна | Селищний голова, 1963 року народження, освіта вища, безпартійна          | 28.12.2019   |                 |

Примітка: таблиця складена за даними сайту Верховної Ради України

### Депутати
За результатами місцевих виборів 2010 року депутатами ради стали:

#### За суб'єктами висування
| Суб'єкт висування                                       | Кількість обраних депутатів | %    |
| ------------------------------------------------------- | --------------------------- | ---- |
| Самовисування                                           | 11                          | 36,7 |
| Політична партія «Сильна Україна»                       | 6                           | 20   |
| Народна партія                                          | 5                           | 16,7 |
| Партія регіонів                                         | 4                           | 13,3 |
| Комуністична партія України                             | 3                           | 10   |
| Політична партія Всеукраїнське об'єднання «Батьківщина» | 1                           | 3,3  |

#### За округами
| № округу                                                | Прізвище, ім'я, по батькові        | Дата визнання обраним | Освіта             | Партійна приналежність                        | Відомості про обраного депутата                                               |
| ------------------------------------------------------- | ---------------------------------- | --------------------- | ------------------ | --------------------------------------------- | ----------------------------------------------------------------------------- |
| Комуністична партія України                             |                                    |                       |                    |                                               |                                                                               |
| 6                                                       | Селецький Василь Прокопович        | 03.11.2010            | середня            | член Комуністичної партії України             | пенсіонер                                                                     |
| 7                                                       | Пилипенко Юрій Володимирович       | 03.11.2010            | середня            | член Комуністичної партії України             | ЦРЛ, водій                                                                    |
| 13                                                      | Продкун Іван Петрович              | 03.11.2010            | середня            | позапартійний                                 | пенсіонер                                                                     |
| Народна Партія                                          |                                    |                       |                    |                                               |                                                                               |
| 2                                                       | Молчанова Юлія Леонтіївна          | 03.11.2010            | вища               | член Народної партії                          | Добровеличківський районний центр зайнятості, головний спеціаліст             |
| 14                                                      | Сидор Любов Володимирівна          | 03.11.2010            | вища               | позапартійна                                  | селищна рада, спеціаліст                                                      |
| 15                                                      | Погрібніченко Ірина Іванівна       | 03.11.2010            | вища               | член Народної партії                          | селищна рада, секретар                                                        |
| 17                                                      | Іванов Олександр Володимирович     | 03.11.2010            | середня спеціальна | член Народної партії                          | фермерське господарство «Центр», головний інженер                             |
| 20                                                      | Гуманенко Сергій Васильович        | 03.11.2010            | вища               | позапартійний                                 | селищна рада, спеціаліст                                                      |
| Партія регіонів                                         |                                    |                       |                    |                                               |                                                                               |
| 9                                                       | Придатченко Олександр Григорович   | 03.11.2010            | вища               | член Партії регіонів                          | РДА, головний спеціаліст                                                      |
| 10                                                      | Ніщірякова Людмила Павлівна        | 03.11.2010            | середня спеціальна | член Партії регіонів                          | районний відділ статистики, економіст                                         |
| 12                                                      | Хоружа Людмила Михайлівна          | 03.11.2010            | середня            | член Партії регіонів                          | пенсіонер                                                                     |
| 23                                                      | Соколовська Ірина Валентинівна     | 03.11.2010            | середня спеціальна | член Партії регіонів                          | районний відділ статистики, провідний спеціаліст                              |
| Політична партія Всеукраїнське об'єднання «Батьківщина» |                                    |                       |                    |                                               |                                                                               |
| 4                                                       | Личко Олена Володимирівна          | 03.11.2010            | вища               | член Всеукраїнського об'єднання «Батьківщина» | Добровеличківська загальноосвітня школа I-III ст. № 1, вчитель                |
| Політична партія «Сильна Україна»                       |                                    |                       |                    |                                               |                                                                               |
| 1                                                       | Дишлюк Валерій Віталійович         | 03.11.2010            | середня            | член Політичної партії «Сильна Україна»       | КП «Силует», директор                                                         |
| 19                                                      | Кардаш Валерій Іванович            | 03.11.2010            | вища               | член Політичної партії «Сильна Україна»       | приватний підприємець                                                         |
| 21                                                      | Гилка Ольга Антонівна              | 03.11.2010            | вища               | член Політичної партії «Сильна Україна»       | пенсіонер                                                                     |
| 22                                                      | Іщенко Володимир Анатолійович      | 03.11.2010            | вища               | член Політичної партії «Сильна Україна»       | ретрасляційний передавальний центр, електромеханік                            |
| 26                                                      | Стручковський В'ячеслав Григорович | 03.11.2010            | вища               | член Політичної партії «Сильна Україна»       | тимчасово не працює                                                           |
| 27                                                      | Мазуренко Валентин Миколайович     | 03.11.2010            | вища               | член Політичної партії «Сильна Україна»       | страхова група «ТАС», менеджер                                                |
| Самовисування                                           |                                    |                       |                    |                                               |                                                                               |
| 3                                                       | Вінярська Олена Володимирівна      | 03.11.2010            | вища               | член Соціалістичної партії України            | Добровеличківський навчально-виховний комплекс, директор                      |
| 5                                                       | Мар'янова Таїсія Іванівна          | 03.11.2010            | вища               | позапартійна                                  | пенсіонер                                                                     |
| 8                                                       | Гончарова Єлизавета Борисівна      | 03.11.2010            | середня спеціальна | позапартійна                                  | селищна рада, головний бухгалтер                                              |
| 11                                                      | Голоднюк Сергій Олександрович      | 03.11.2010            | середня спеціальна | позапартійний                                 | МПШМД, головний інженер                                                       |
| 16                                                      | Моргун Тамара Михайлівна           | 03.11.2010            | середня спеціальна | член Соціалістичної партії України            | пенсіонер                                                                     |
| 18                                                      | Фертюк Олена Вікторівна            | 03.11.2010            | вища               | позапартійна                                  | управління пенсійного фонду, головний спеціаліст-економіст                    |
| 24                                                      | Єремеєв Олексій Олексійович        | 03.11.2010            | вища               | позапартійний                                 | Державне казначейство, завідувач сектору прикладного програмного забезпечення |
| 25                                                      | Єрмоленко Раїса Олександрівна      | 03.11.2010            | середня спеціальна | член Соціалістичної партії України            | районна бібліотека для дорослих, провідний методист                           |
| 28                                                      | Бойко Дмитро Андрійович            | 03.11.2010            | вища               | позапартійний                                 | селищна рада, спеціаліст                                                      |
| 29                                                      | Коробка Юрій Давидович             | 03.11.2010            | середня спеціальна | член Соціалістичної партії України            | приватний підприємець                                                         |
| 30                                                      | Скоцеляс Любов Володимирівна       | 03.11.2010            | вища               | позапартійна                                  | контрольно-ревізійний відділ, контролер-ревізор                               |